# Tros (Polonia)
Tros [pronunciación en polaco: /trɔs/] (en alemán: Trossen) es un pueblo en el distrito administrativo de Gmina Ryn, dentro del Distrito de Giżycko, Voivodato de Varmia y Masuria, en el norte de Polonia. Se encuentra aproximadamente 6 kilómetros al este de Ryn, 13 kilómetros al del sudoeste de Giżycko, y 77 kilómetros al este de la capital regional, Olsztyn.
Hasta 1945 el área era parte de Alemania (Prusia Oriental).